# 鮮血の記録
『鮮血の記録』(せんけつのきろく）は、1970年6月10日に公開された日活制作の任侠アクション映画で監督は野村孝、主演小林旭。

## あらすじ
インパール戦線で捕虜となった野尻が日本に復員した。しかし恋人は行方知れずで、野尻は軍令に背いて殺されたということが既成事実化されていた。彼は戦友である原政久と偶然出会い、共に東京の闇市で商売を始めるが、やがてそのシマを仕切る暴力組織の倉畑から煙たがられ、倉畑らは原を脅して、野尻をハメてアメリカ軍に逮捕させた。3年の後、シャバに戻った野尻は、かつて軍で上官で、野尻らを置き去りにし、一人日本に戻った町田が自分を陥れて逮捕させたことを知り、復讐を計る。

## 配役
- 小林旭 : 野尻稔
- 田村高廣 : 原政久
- 水野久美 : 由香
- 青木義朗 : 倉畑義人
- 郷えい治 : 飯田
- 岡崎二朗 : 高月二郎
- 河村有紀 : 加代
- 高樹蓉子 : 勝子
- 青木伸子 : 紀子
- 原恵子 : 里
- 中村竹弥 : 北村
- 岡田英次 : 町田精一郎

## スタッフ
- 監督：野村孝
- 脚本：山口清一郎、山崎巌
- 原作：野尻稔 「焔の記録」
- 企画：増井正武、松尾守人
- 音楽：小杉太一郎
- 撮影：峰重義
- 美術：松井敏行
- 編集：鈴木晄

## 併映作品
- 『女秘密調査員 唇に賭けろ』: 村山三男監督（大映製作 / ダイニチ映配配給）